# Lupparia globosostylata
Lupparia globosostylata är en kackerlacksart som först beskrevs av Hanitsch 1927.  Lupparia globosostylata ingår i släktet Lupparia och familjen småkackerlackor.
Artens utbredningsområde är Vietnam. Inga underarter finns listade i Catalogue of Life.